# Velký bratr (film)
Velký bratr (v originále Le Grand Frère) je francouzský hraný film z roku 1982, který režíroval Francis Girod podle románu  Ready for the Tiger Sama Rosse. Snímek měl světovou premiéru na filmovém festivalu v Benátkách dne 28. srpna 1982.

## Děj
V Africe prožil Bernard noční můru. Byl zanechán napospas smrti svým bývalým přítelem a žije nyní jen pomstou. Jednoho večera ho najde v Marseille. Byl by to téměř dokonalý zločin, kdyby si ho nevšiml třináctiletý kluk.

## Obsazení
| Gérard Depardieu  | Gérard Berger / Bernard Vigo |
| Souad Amidou      | Zina                         |
| Hakim Ghanem      | Ali                          |
| Jean Rochefort    | Charles-Henri Rossi          |
| Jacques Villeret  | inspektor Coleau             |
| Roger Planchon    | inspektor Valin              |
| Smaïn             | Abdel                        |
| Jean-Michel Ribes | klient Ziny                  |
| Corinne Dacla     | Gérardova žena               |
| Philippe Brizard  | radní                        |
| Christine Fersen  | Jane                         |
| François Clavier  | Castel                       |